# Ъджоу
Ъджоу (на китайски: 鄂州, пинин: Èzhōu) е град в провинция Хубей, Източноцентрален Китай. Разположен е на най-голямата китайска река Яндзъ в югоизточната част на провинцията си. Населението му в градската част е 603 412 жители, а по-голямата административна единица включваща и града е с население от 1 048 668 жители (2010 г.). Намира се в часова зона UTC+8. Разполага с 6 пристанища на Яндзъ. Китайските национални магистрали 106 и 316 обслужват града. Градът също разполага с железопътен транспорт.